# Anagapetus chandleri
Anagapetus chandleri is een schietmot uit de familie Glossosomatidae. De soort komt voor in het Nearctisch gebied.